# Наурус-бий
Наурус-бий (тат. Нәүрүз би) — ногайский бий, сын Едигея младший брат Мансура, брат Гази. Участвовал в напряжённой политической борьбе за власть в бывшей Золотой орде, развернувшейся после убийства его отца Едигея.
Вместе с братьями поддерживал в борьбе за власть сначала Хаджи Мухаммеда, а затем Борака. После того как Борак в 1427 г. казнил старшего брата Мансура, а затем был разбит Улу Мухаммедом, с братом Гази настиг Борака в Могулистане и убил его, мстя за брата. Вместе с Гази помог Кичи Мухаммеду в борьбе с Улу Мухаммедом, но у братьев произошла ссора с Кичи-Мухаммедом и их пути разошлись. Наурус перешел на сторону Улу-Мухаммеда, став у него беклярбеком. В 1436-37 гг. Наурус, не поладив с Улу Мухаммедом, перешёл на сторону Кичи Мухаммеда, также став при нём беклярбеком.